# Nordische Skiweltmeisterschaften 1929/Teilnehmer (Schweden)
| Goldmedaillen | Silbermedaillen | Bronzemedaillen |
| ------------- | --------------- | --------------- |
| —             | —               | 2               |

Schweden nahm an den 6. Nordischen Skiweltmeisterschaften, die vom 5. bis 10. Februar 1929 in Zakopane in Polen stattfanden, mit fünf Skisportlern in den offiziellen Einzelwettbewerben teil.
Die schwedischen Sportler traten vorwiegend in den beiden Skilanglaufwettbewerben an. Hier erkämpften sich Hjalmar Bergström über 18 km und Olle Hansson über 50 km jeweils die Bronzemedaille. Die Schweden meldeten von vornherein fünf Teilnehmer beim Veranstalter an, wobei erst die Namen von vier Skiläufern konkret bekannt gegeben wurden und der spätere Bronzemedaillengewinner Olle Hansson nachnominiert wurde. Möglicherweise ging dem eine interne Qualifikation voraus.

## Teilnehmer und Ergebnisse
| Sportler                 | Verein       | Skilanglauf 18 km | Skilanglauf 50 km | Skispringen K-60 | N. Komb. 18 km / K-60 | Ski Alpin Abfahrt | Patrouille 28 km |
| ------------------------ | ------------ | ----------------- | ----------------- | ---------------- | --------------------- | ----------------- | ---------------- |
| Hjalmar Bergström        | Sandviks IK  | 3.                | 6.                | –                | –                     | –                 | –                |
| Tore Edman               |              | –                 | –                 | DNF              | DNS/F                 | –                 | –                |
| Sven Eriksson (Selånger) | Selångers SK | –                 | –                 | 13.              | 25.                   | –                 | –                |
| Olle Hansson             |              | 4.                | 3.                | –                | –                     | –                 | –                |
| Gustaf Jonsson           |              | 5.                | 5.                | –                | –                     | –                 | –                |

## Legende
- DNF = Did not finish (nicht beendet bzw. aufgegeben)
- DNS/F = Did not start oder Did not finish (unklar ob nicht gestartet oder nicht beendet)